# 空走
空走（くうそう）は、運転者が車両を減速あるいは停止させるためにブレーキを操作してから実際に動作するまでの間に、ブレーキが作用していない状態で走行すること。空走時に走行する距離を空走距離という。

## 自動車
自動車の場合は、空走距離とは、運転者が危険を認知してからブレーキが効き始めるまでの距離のことを指す。すなわち、運転者が停止の必要性を認知してからブレーキを操作するまでに進む距離と、ブレーキを操作してからブレーキが効き始めるまでに進む距離の両方が含まれる。
これに対し、ブレーキが効き始めてから停止するまでに進む距離を制動距離という。空走距離と制動距離を足し合わせた距離、すなわち、運転者が停止の必要性を認知してから自動車が停止するまでの間に進む距離を停止距離という。

## 鉄道車両
鉄道車両の場合は自動車と異なり、空走距離とはブレーキを操作してからブレーキが効き始めるまでに進む距離のことを指す。また、ブレーキを操作してからブレーキが効き始めるまでの時間を空走時間という。
列車は自動車に比べブレーキ操作から作用までに要する空走時分が長く、0.5秒から数秒程度を要する（車種、編成両数により異なる）。自動空気ブレーキを使用している貨物列車等で空走時分が大きくなる傾向にある。
空走距離は速度に比例して大きくなるため、ブレーキには応答の速さが求められる。

### 空気ブレーキとその問題点
列車（鉄道車両）においては、古くから空気ブレーキが用いられてきた。これは運転席にあるブレーキ弁を操作することにより、車両間に引き通した一本の空気管（ブレーキ管）の圧力を調整することでブレーキを作動もしくは緩解するのが基本である。
このようなブレーキの制御を空気管の圧力のみに頼る方法として、直通ブレーキや自動空気ブレーキがある。前者は圧縮空気により直接ブレーキを作動させ、後者は高圧のブレーキ管を減圧させることでブレーキを作用させる。しかし、これらの方法では列車の編成が長くなると圧力の変化が瞬時に列車全体に伝わらず、応答が遅れることが問題となった。
そこでブレーキの応答性を高めるため、ブレーキ弁操作と連動して各車両に設けた電磁弁によりブレーキ圧力の制御を行なう電磁自動空気ブレーキおよび電磁直通ブレーキが開発された。電磁弁は電気信号により瞬時に各車両に伝わることから、高い応答性が得られる。とりわけ後者は応答性が高く、1980年ごろまで電車のブレーキとして多用された。1980年代以降はブレーキ弁操作による空圧指令を排して、電気信号のみで制御する電気指令式ブレーキが主流となり、電車のみならず新型の気動車にも採用されてさらに高いブレーキ応答性を実現している。